# 내일을 향해 뛰어라
《내일을 향해 뛰어라》는 2015년 2월 20일에 SBS에서 방영된 설특집 2부작드라마이다.

## 등장 인물

### 강문재의 가족
- 이현우 : 강문재 역
- 류현경 : 한유정 역
- 안내상 : 강가득 역
- 전진서 : 한사오 역
- 진혜원 : 18살의 한유정 역

### 끝까지 건강식품 일당들
- 최양락 : 홍혈기 역
- 이아린 : 홍 대리 역
- 서동균 : 홍 과장 역

### 그 외 인물
- 류상욱 : 안대세 역
- 양형욱 : 장동건 역
- 박준면 : 왕미녀 역
- 백철민 : 최우람 역
- 조현식 : 김호동 역

### 특별 출연
- 이승형
- 허준석
- 문지인
- 김강현
- 김호창
- 고현준
- 이길복

## 시청률
최저 시청률과 최고 시청률은 시청률 조사회사와 지역별로 시청률에 차이가 있을 수 있습니다.
| 회차        | 방송일          | TNmS 시청률    | AGB 시청률     |
| 회차        | 방송일          | 대한민국(전국) | 대한민국(전국) |
| ----------- | --------------- | -------------- | -------------- |
| 제1회       | 2015년 2월 20일 | 3.4%           | 3.3%           |
| 제2회       | 2015년 2월 20일 | 3.6%           | 3.8%           |
| 평균 시청률 | 평균 시청률     | 3.5%           | 3.6%           |